# Dipartimento di León
Il dipartimento di León è uno dei 15 dipartimenti del Nicaragua, il capoluogo è la città di León.

## Comuni
1. El Jicaral
2. El Sauce
3. La Paz Centro
4. Larreynaga
5. León
6. Nagarote
7. Quezalguaque
8. San José de Achuapa
9. Santa Rosa del Peñón
10. Telica